# 乱獲

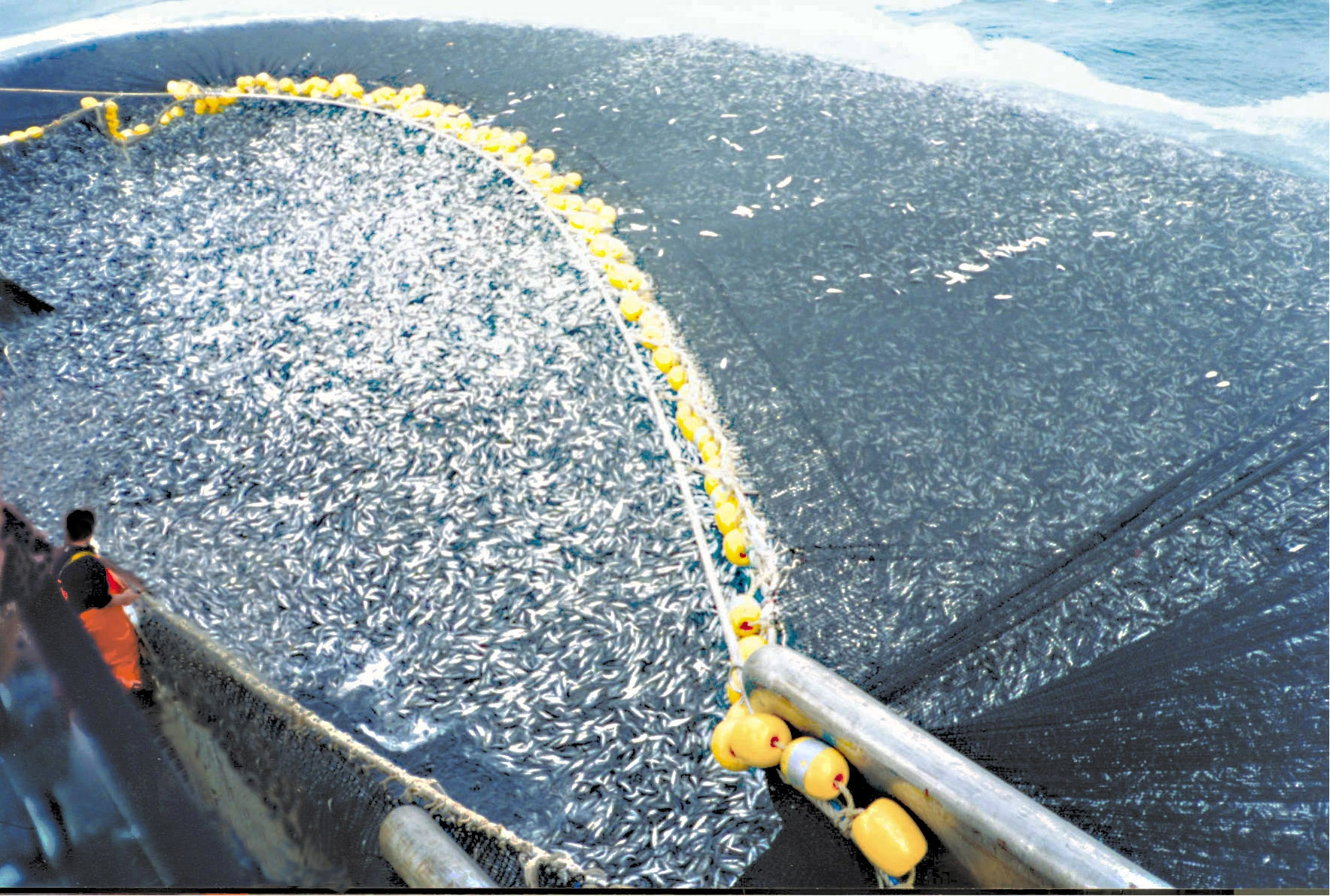
大量の魚を漁獲する大型漁船。

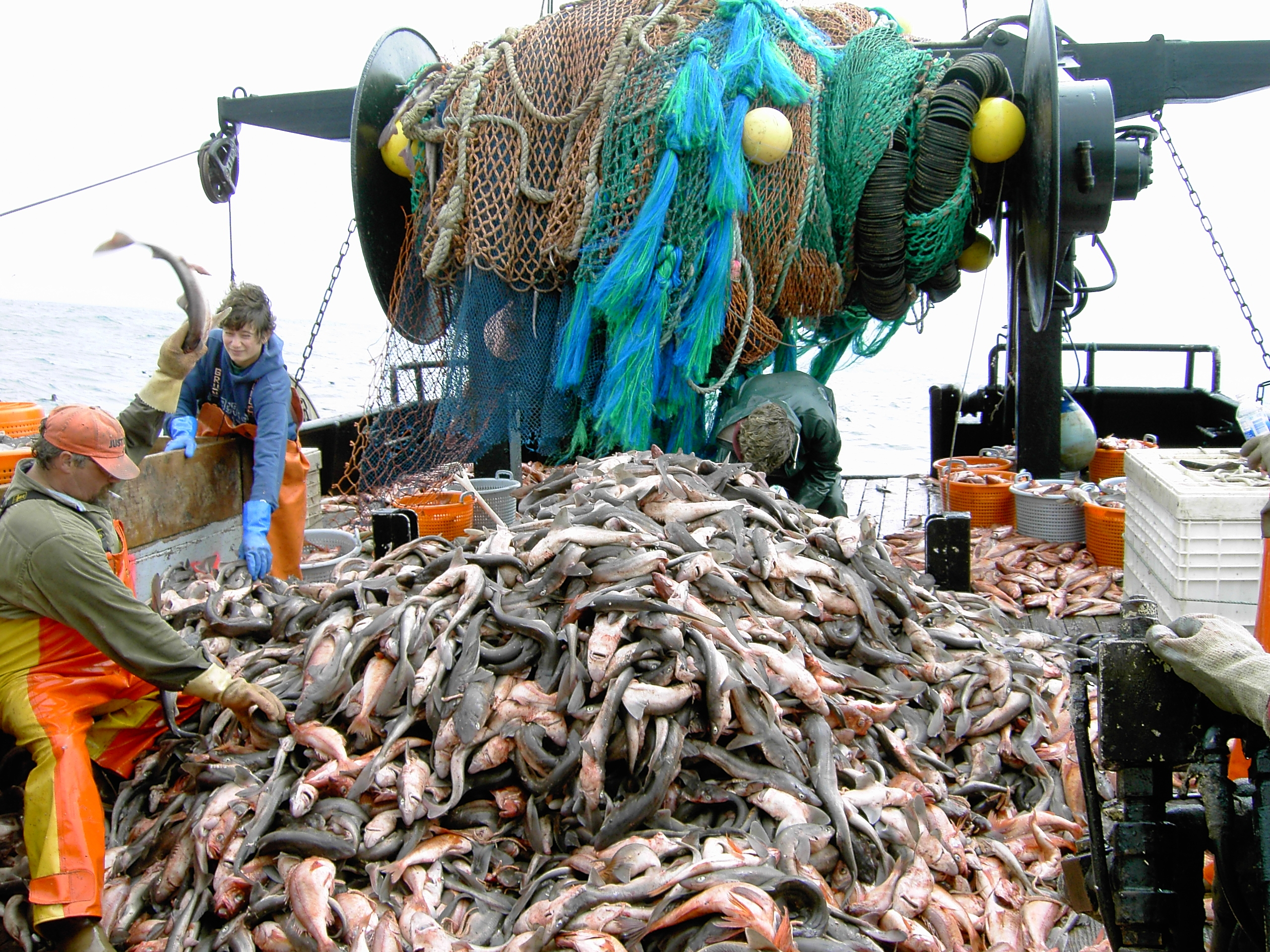
水揚げされたアブラツノザメの山

濫獲/乱獲（らんかく / over-hunt / overfish）は、鳥獣や魚類の野生動物、および自然環境にある植物などの生物を無闇に大量捕獲すること。主に自然に増える速度を超えて、過剰に動物を獲り続けてしまうことを指す。関連する言葉としては、法で保護されている動植物を密かに捕獲する密猟や密漁がある。

## 概要
これらは、その生物そのものやそこから得られる産品が持つ資産価値または利用価値のある動物や植物を無暗に捕獲、その数を急激に減らしてしまう行為である。このため、自然保護という観点はなおのこと、それら動植物を資源として見た場合の資源保護の観点から、乱獲は回避されるべきだという意見も近代以降活発に発せられるようになってきた。乱獲は、海の環境問題の大きく5つのうち1つとしているものもある。

### 歴史的背景
古くから人間は、自然との関係に於いて食料を得るために、伝統的に編み出された狩猟や漁業の方法を獲得している。これらは長い歴史の中で、乱獲にならない方法が経験的に確立されている場合が多い。例えば以下のような伝統的思想が見受けられる。
- 根絶やしにするような漁法が避けられる。
- 捕獲する期間を定め、それ以外のシーズンは捕獲しない。
- 幼い個体や育児期間にある個体は採取しないで、誤って捕獲したら解放する。
- 植物の場合は、群生しているコロニーを間引くように密度を下げる方向で産品を採取する。
- 必要十分な量が得られたら、それ以上は捕獲しない。

また、これらは捕獲する側の人間の絶対数の少なさにもよって、自然淘汰の圧力に若干多めに負荷が掛かる程度で、ほとんどその総数には影響しないといった事情も見出せる。
しかし近代化に伴い、従来は地域で得られた産品が地域で細々と消費されていたところを、都市の発達や輸送や保存の技術的発達にもよって、得られるときに得られるだけ捕獲しようという傾向が強まったこと、また資本の流入で大々的に組織化された捕獲技術が発達したことにもよって、短期間のうちに大量に捕獲されることも増加した。加えて工業の発達は食料資源だけではなく、それら動植物から得られる様々な産品を加工して利用する文化も発達し、それらを工業原料として大量に必要とした。こと産業革命によって、人間は大量の物資を消費することを始めたのである。この時代よりは、都市部で増大する食料需要にもより、海洋資源である魚介類を効率良く捕獲する方法も発達するようになっていった。
こうして産業として大々的に捕獲されるようになると、中には自然の回復力を超えて捕獲される種も増え、急激にその数を減らしていった。まして元より個体数の少ない動植物では、その希少価値にもよって益々積極的に捕獲が進んだ。こうして19世紀から20世紀に入るまでに危機的状況に陥る動植物種は数知れず、中には絶滅に瀕したり、文字通り絶滅してしまった系統も発生、この時点でようやく人間は乱獲することの無謀さを学んだ。人間の乱獲によって、生物の絶滅が発生してその無謀さを知った人間は、いかにも気付くのが遅いと見られる。

## 影響

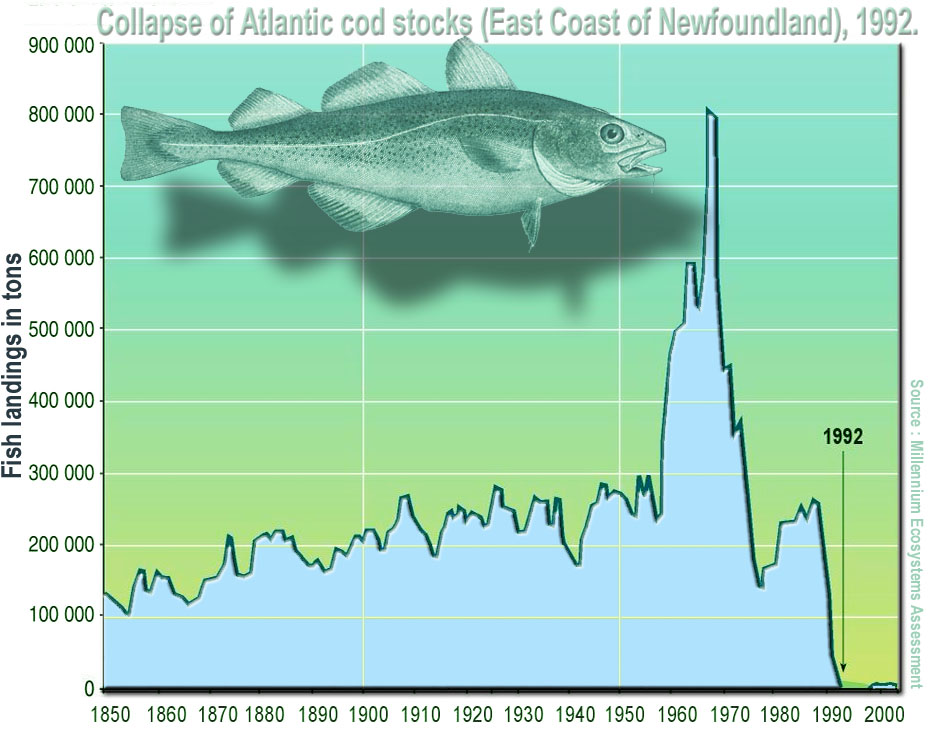
北西大西洋でのタイセイヨウダラの漁獲量の推移。乱獲により1990年代には激減した（北西大西洋でのタラ漁業の崩壊）。

こういった乱獲により、従来は単一の生物種のみならず生態系全体で生物フローが循環していたところを、部分的に大きくバランスを崩されてしまい、これが回復できないほどに全体が破壊されてしまう傾向が見られる。また先にも述べたが、生物資源としてみた場合には、将来の資源が枯渇するなどの問題が見られる。
例えば生態系の例では、ニホンオオカミはかつて日本の山林でクマや猛禽類と並び有力な捕食者であったが、まず江戸後期にコレラ流行に伴うオオカミ信仰の加熱によりオオカミ頭骨・遺骸の需要が高まったことにより捕殺に拍車がかかり、さらに明治後には日本の近代化に従い盛んになっていった牧畜の被害が出たことなどから徹底的に駆除され、明治期には銃器も普及した。また狂犬病やジステンパーなどが流行し、これらの要因が複合して絶滅に至ったと考えられている。結果的に捕食者を欠いたニホンジカやニホンザルなどの増加は山林の開発による生活環境の縮小にも伴い、近隣農村で無視できない被害を出しているほか、増え過ぎたニホンジカは自然林の荒廃を招く一因ともなっている。
一方の資源問題では、象牙の例がよく知られている。象牙はゾウの牙であるが、加工性に優れ独特の風合いもあって、他に得難い工業原料となった。このため乱獲されたゾウは急激にその数を減らし、元より長い寿命から急激に数が回復することを望めないこともあり、一頃はあまりに減少し過ぎたことから種の自然消滅による絶滅も危惧されるほどにもなった。このため積極的な保護活動が行われ、象牙の取り引きは完全に停止された。今日では合成樹脂全般の発達やスイギュウの角、またカゼインと酸化チタンなどからなる代替素材も発達し、必ずしも象牙は資源としての価値はかつて乱獲が進んだ時代ほどはないが、依然として希少資源としての価値が存在する。このためそれら資源的価値に絡む密猟は、漢方薬原料としての価値がある角を持つサイのケースを含め、この動物が生息する地域で、更にはこれが密輸される側の国にとっても問題となっている。
ほか、食料資源や燃料（照明用や機械油）・工業原料としてクジラは積極的に捕獲され、消費されていった。しかし連綿と続いた捕鯨の歴史は、産業化されて以降に急速にその技術が発達、需要の増大にも絡んで過剰に捕獲してしまうようになり、数世紀にも及ぶ捕鯨産業は20世紀に入って資源保護の観点もあって国際的にほぼ全面禁止され、調査捕鯨や少数民族の伝統捕鯨以外は行えないようになった（→捕鯨問題）。

### その他の問題となっているケース
チョウザメ美食として名高いキャビアやチョウザメの肉は、極めて高価な価格で取り引きされている。しかしチョウザメの生息域に位置するロシアでは経済マフィアが絡んでの密漁も横行、環境汚染もあって急速にその数を減らしている。このためWWFロシア支局は2006年1月に異例の「キャビア消費自粛」を訴えるキャンペーンを行っているほか、同年にワシントン条約事務局がカスピ海産キャビアの国際取引を当面禁止した。なおこれは天然産のものに限り、養殖されたものは除外される。: タナゴ: 繁殖期の雄には美しい婚姻色を発現させることから釣り目的や観賞用としての人気が高い。: その一方で、都道府県レベルの基準を含めると国産の全ての種が絶滅危惧種であり、産卵に利用する二枚貝の減少及び開発、外来種の影響に加えて業者の乱獲が追い打ちをかけている可能性がある。::
ビーバーこの水辺の動物は、その美しい毛皮が元で乱獲され、絶滅寸前にまで追い込まれた。帽子の材料として19世紀前半までに年間10～50万頭が乱獲された。この結果、ビーバーの数が激減して毛皮価格は高騰、到底帽子の原料として使えないまでになった。この後、シルクハットが発明され、流行はシルクハットに移行していったため毛皮の価値も下がり、乱獲されないようになっていった。後の手厚い保護にもより、次第に数は回復傾向にある。
トキかつてはアジア・極東地域ではありふれた鳥で、日本では装飾用のほか食用（薬膳）としても親しまれていたが、朱鷺色と呼ばれる美しい羽や食用のために乱獲され、また環境汚染によって絶滅に瀕し、日本地域に僅かに確認された個体を手厚く人工繁殖しようとしたが失敗、後に絶滅していたと思われていた中国奥地で群れが残っていることが確認されたが、日本のトキは絶滅した。現在は中国で確認された群れの保護と繁殖が進められている。日本では日本産トキで培った飼育技術を生かし、中国産トキの人工繁殖を進めている。

## 世界の水産物漁獲量と乱獲
世界の水産物の漁獲量は、この半世紀の間に、飛躍的に増えてきた。
1950年に2000万トンだった漁獲量は、1980年までに3倍に増加。1980年代までは、右上がりに上がってきた。そして、増え続けてきたこの漁獲の現状は、世界の水産資源の状態を、明らかに悪化させることになった。
その結果、1990年代以降、漁獲量が頭打ちになっている。
1975年から2015年までの水産資源の状態を比べてみると、健全な資源状態の水産資源が占める比率が確実に下がり、一方で、枯渇の危機にあるものが増えてきている。すでに水産物の3分の1は乱獲状態であり、漁獲枠に余裕があるのはわずか1割にとどまっている。
2025年現在、世界のほとんどの国では資源管理が行き届いており、乱獲にならないように漁獲を行っているのに対し、日本のみ多くの魚種において、漁獲枠が設定されていないか、設定されていても科学的根拠に基づかない大きすぎる漁獲枠であったり、十分に成長していない魚まで漁獲するという乱獲状態であり、その結果、日本近海での魚が激減していることが指摘されている。

## IUU漁業
IUU（アイ・ユー・ユー）漁業とは、違法（Illegal）・無報告（Unreported）・無規制（Unregulated）な漁業のことを言う。IUU漁業は、毎年、1,100～2,600万トンの水産資源を水揚げしていると推定され、その金銭的価値（損失額）は、毎年100～235億USドルと推計されている。この推計金銭的価値は、日本の年間生産額とほぼ同等の規模にある。
IUU漁業は、資源への圧力を増しており、さらに適切な漁獲を行っている漁業者にとっての脅威ともなっている。
IUU漁業は、実際の漁獲が行われる現場海域だけではなく、漁船が帰属する国、寄港（帰港）先の国や最終消費地である市場国の管理システムの不備によっても起こる。遠い海外からの輸入水産物での問題と思われがちだが、日本でもIUU漁業は起こっている。
絶滅危惧種であるニホンウナギは、ほぼすべてが養殖で生産されているが、稚魚の人工ふ化技術は確立しておらず、河口で採取した稚魚（シラスウナギ）もしくは海外から輸入した稚魚を養殖池に放流して育てる。しかし報告されたシラスウナギの漁獲量と養殖池に放流された量には、輸入量を差し引いても大きな開きがあり、IUU漁業によるものだと考えられている。
さらに輸入されたシラスウナギの大半は、実際の漁獲が行われていないはずの香港からであり、台湾などから不透明なルートで輸入されていると考えられている。

## 混獲
漁業による生態系への影響としては、「混獲（こんかく）」の問題がある。
これは、漁をする際に、目的以外の生物を網や針などの漁具にからめて、誤って獲ってしまうことである。アホウドリなどの海鳥、イルカやクジラなどの鯨類、そしてウミガメ類など、中には絶滅の危機にある海の野生生物も、数多くこの混獲の犠牲になっている。
また何らかの理由により放置された網や糸などの漁具に野生生物が絡まるゴーストフィッシング（幽霊漁業）も深刻な問題となっている。
漁具の多くはプラスチック製である。海中に放置された漁具は長い間ゴーストフィッシングの温床となるだけでなく、やがてはマイクロプラスチックとなり、世界的な海洋汚染の原因となる。
また、本来獲る必要がなく、商業的にも価値の無い魚なども、混獲されたものはただ捨てられてしまうケースが数多くある。また、サメのように、漁獲した後、高く売れるヒレの部分（フカヒレ）のみを切り取って、身を海に捨ててしまう例もある。

毎年、混獲の犠牲になっている海の生きものは、膨大な数になると見られており、海の環境を悪化させる大きな要因としても、問題視されている。